# برایولاندیا
برایولاندیا (به پرتغالی: Brejolândia) یک منطقهٔ مسکونی در برزیل است که در باهیا واقع شده‌است. برایولاندیا ۱۰٬۶۱۸ نفر جمعیت دارد.